# Lothar Dimke
Lothar Dimke (* 25. Dezember 1931; † 13. Dezember 2007) war ein deutscher Schauspieler.

## Leben
Lothar Dimke, in früheren Jahren auch Hans-Lothar Dimke, war über 40 Jahre am Deutschen Theater Berlin engagiert. Außer am Theater wirkte er in DEFA-Filmen und besonders in Fernsehproduktionen mit. Beim Hörfunk sprach er in über 220 Hörspiel-Produktionen, davon allein 102-mal die Rolle des Heli in der Hörspielserie Neumann, zweimal klingeln beim Rundfunk der DDR.

## Filmografie
- 1950: Familie Benthin
- 1962: Anonymer Anruf (Fernsehfilm)
- 1963: Geheimnis der 17
- 1967: Der Revolver des Corporals
- 1968: Wege übers Land (Fernsehfilm, 5 Teile)
- 1970: Der Staatsanwalt hat das Wort: Strafversetzt (Fernsehreihe)
- 1971: Optimistische Tragödie (Fernsehfilm)
- 1973: Der Staatsanwalt hat das Wort: Verurteilt auf Bewährung
- 1976: Polizeiruf 110: Vorurteil? (Fernsehreihe)
- 1976: Leben und Tod Richard III. (Theateraufzeichnung)
- 1978: Polizeiruf 110: Doppeltes Spiel
- 1985: Die Rundköpfe und die Spitzköpfe (Theateraufzeichnung)
- 1987: Einzug ins Paradies (Fernsehfilm, 6 Teile)
- 1988: Der blaue Boll (Theateraufzeichnung)
- 1988: Der Vogel (Fernsehfilm)

## Theater
- 1948: Jewgeni Schwarz nach Hans Christian Andersen: Die Schneekönigin (Kai) – Regie: Eduard Matzick (Haus der Kultur der Sowjetunion)
- 1953: Friedrich Wolf: Thomas Müntzer, der Mann mit der Regenbogenfahne (Kurprinz Johann Friedrich) – Regie: Wolfgang Langhoff (Deutsches Theater Berlin)
- 1962: Peter Hacks: Die Sorgen und die Macht – Regie: Wolfgang Langhoff (Deutsches Theater Berlin)
- 1963: Seán O’Casey: Rote Rosen für mich (Roory) – Regie: Ernst Kahler (Deutsches Theater Berlin)
- 1964: Johannes R. Becher: Der Grosse Plan – Regie: Wolf-Dieter Panse (Deutsches Theater Berlin)
- 1965: Kurt Barthel: Terra icognita (Bohrarbeiter Murr) – Regie: Hans-Diether Meves (Deutsches Theater Berlin)
- 1965: Jewgeni Schwarz: Der Drache (Bürger) – Regie: Benno Besson (Deutsches Theater Berlin)
- 1967: Heiner Müller nach Sophokles: Ödipus Tyrann – Regie: Benno Besson (Deutsches Theater Berlin)
- 1968: Johann Wolfgang von Goethe: Faust. Eine Tragödie. – Regie: Wolfgang Heinz/Adolf Dresen (Deutsches Theater Berlin)
- 1974: Hermann Kant: Die Aula – Regie: Uta Birnbaum (Deutsches Theater Berlin)
- 1974: Johann Wolfgang von Goethe: Götz von Berlichingen – Regie: Horst Schönemann (Deutsches Theater Berlin)
- 1970: Hans Magnus Enzensberger: Das Verhör von Habana – Regie: Manfred Wekwerth (Deutsches Theater Berlin)
- 1971: Rolf Schneider: Einzug ins Schloß – Regie: Hans-Georg Simmgen (Deutsches Theater Berlin)
- 1976: Georg Hirschfeld: Pauline (Schutzmann) – Regie: Alexander Lang (Deutsches Theater Berlin – Kammerspiele)
- 1977: Alexander Lang nach Tomi Ungerer: Das Biest des Monsieur Racine (Exzellenz) – Regie: Alexander Langhoff (Deutsches Theater Berlin – Kleine Komödie)
- 1977: Gerhart Hauptmann: Die Ratten (Käferstein) – Regie: Klaus Piontek (Deutsches Theater Berlin – Kammerspiele)
- 1979: Tadeusz Różewicz: Weisse Ehe – Regie: Rolf Winkelgrund (Deutsches Theater Berlin – Kammerspiele)
- 1985: Ernst Barlach: Der blaue Boll (Mehlspeis) – Regie: Rolf Winkelgrund (Deutsches Theater Berlin – Kammerspiele)
- 1985: Johannes R. Becher: Winterschlacht – Regie: Alexander Lang (Deutsches Theater Berlin)
- 1991: Heinrich von Kleist: Das Käthchen von Heilbronn – Regie: Thomas Langhoff (Deutsches Theater Berlin)
- 1995: Heinrich von Kleist: Prinz Friedrich von Homburg oder die Schlacht bei Fehrbellin – Regie: Jürgen Gosch (Deutsches Theater Berlin)
- 1996: Werner Schwab: Die Präsidentinnen – Regie: Sewan Latchinian (Deutsches Theater Berlin – Kammerspiele)

## Hörspiele
- 1970: Arne Leonhardt: Charme und Elektronik (Steffen) – Regie: Joachim Gürtner (Hörspielserie: Neumann, zweimal klingeln – Rundfunk der DDR)
- 1970: Ernst Röhl: Allegro – ein heiteres, beschwingtes, jedoch nicht unernstes Spiel (Lutz) – Regie: Christa Kowalski (Kinderhörspiel – Rundfunk der DDR)
- 1971: Ulrich Waldner: Alte Liebe rostet nicht (Heli) – Regie: Joachim Gürtner (Hörspielserie: Neumann, zweimal klingeln – Rundfunk der DDR)
- 1971: Gerhard Jäckel: Ein abgerissener Knopf (Heli) – Regie: Joachim Gürtner (Hörspielserie: Neumann, zweimal klingeln – Rundfunk der DDR)
- 1972: Joachim Witte: Aschermittwoch (Heli) – Regie: Joachim Gürtner (Hörspielserie: Neumann, zweimal klingeln – Rundfunk der DDR)
- 1972: Peter Brock: Das Zünglein an der Waage (Heli) – Regie: Joachim Gürtner (Hörspielserie: Neumann, zweimal klingeln – Rundfunk der DDR)
- 1973: Walter Radetz: Die Brzozowskis (Heli) – Regie: Joachim Gürtner (Hörspielserie: Neumann, zweimal klingeln – Rundfunk der DDR)
- 1973: Gottfried Teichmann: Die Bedingung (Heli) – Regie: Joachim Gürtner (Hörspielserie: Neumann, zweimal klingeln – Rundfunk der DDR)
- 1974: Kurt Steiniger: Beate Krüger (Roland) – Regie: Werner Grunow (Hörspiel – Rundfunk der DDR)
- 1974: Arne Leonhardt: Im Glaskasten (Fahrer) – Regie: Werner Grunow (Hörspiel – Rundfunk der DDR)
- 1975: Gottfried Jürgas: Der Pilzexpress (Polizist) – Regie: Detlef Kurzweg (Kinderhörspiel – Rundfunk der DDR)
- 1975: Max von der Grün: Erpressung oder Über den Umgang mit Feuer in explosionsgefährdeter Umgebung – Regie: Werner Grunow (Hörspiel, 2 Teile – Rundfunk der DDR)
- 1976: Horst Enders: Gedanken im Zug (Polizist) – Regie: Detlef Kurzweg (Kinderhörspiel – Rundfunk der DDR)
- 1976: Max Bremener: Bewährungsprobe – Regie: Detlef Kurzweg (Kinderhörspiel – Rundfunk der DDR)
- 1977: Christoph Prochnow: Berliner Zimmer zu vermieten (Bernd) – Regie: Wolfgang Brunecker (Hörspiel – Rundfunk der DDR)
- 1977: Reinhard Griebner: Fussballade (Heli) – Regie: Joachim Gürtner (Hörspielserie: Neumann, zweimal klingeln – Rundfunk der DDR)
- 1978: Horst Matthies: Traumposten (Fahrer) – Regie: Wolfgang Schonendorf (Hörspiel – Rundfunk der DDR)
- 1978: Michail Schatrow: Meine Nadjas – Meine Hoffnungen – Regie: Werner Grunow (Hörspiel – Rundfunk der DDR)
- 1979: Samuil Marschak: Die zwölf Monate (September) – Regie: Manfred Täubert (Kinderhörspiel – Rundfunk der DDR)
- 1979: Peter Gauglitz: Mardermantel (Leutnant Metz) – Regie: Ingo Langberg (Kinderhörspiel/Kurzhörspiel – Rundfunk der DDR)
- 1980: Jurij Koch: Pintlaschk und das goldene Schaf (Luthken) – Regie: Christa Kowalski (Kinderhörspiel – Rundfunk der DDR)
- 1980: Stanisław Lem: Der getreue Roboter (Spediteur) – Regie: Werner Grunow (Science-Fiction-Hörspiel – Rundfunk der DDR)
- 1981: Walter Püschel: Rache für Groß-Beeren (Wachtmeister) – Regie: Maritta Hübner (Kinderhörspiel/Kurzhörspiel – Rundfunk der DDR)
- 1981: Gerd Zebahl: Der Gürtel des Anwalts (Doktor) – Regie: Hans Knötzsch (Kriminalhörspiel/Kurzhörspiel – Rundfunk der DDR)
- 1982: Hans Eschenburg: An einem Abend im November (Oberleutnant Hansen) – Regie: Joachim Gürtner (Kriminalhörspiel/Kurzhörspiel – Rundfunk der DDR)
- 1982: Günther Stingl: Der Neue (Polizist) – Regie: Walter Niklaus (Hörspiel – Rundfunk der DDR)
- 1983: Ulrich Frohriep: Ein höchst attraktives Frauenzimmer (Manfred) – Regie: Joachim Gürtner (Kriminalhörspiel/Kurzhörspiel – Rundfunk der DDR)
- 1983: Arto Paasilinna: Ein Freund, mit dem man reden kann (Polizist) – Regie:Helmut Hellstorff (Kriminalhörspiel/Kurzhörspiel – Rundfunk der DDR)
- 1984: Christine Zander: Ein Platz für Senta (Fahrer) – Regie: Maritta Hübner (Kinderhörspiel – Rundfunk der DDR)
- 1984: Karin Lange: Willi und die anderen (Kletzke) – Regie: Walter Niklaus (Hörspiel – Rundfunk der DDR)
- 1985: Andreas Anden: Der Ausbruch (Radiosprecher) – Regie: Joachim Gürtner (Kriminalhörspiel/Kurzhörspiel – Rundfunk der DDR)
- 1985: Horst Matthies: Filmriss – Regie: Werner Grunow (Hörspiel – Rundfunk der DDR)
- 1986: Oscar Wilde: Der glückliche Prinz (Maler) – Regie: Manfred Täubert (Kinderhörspiel – Rundfunk der DDR)
- 1986: Aristophanes: Die Vögel – Regie: Werner Grunow (Hörspiel – Rundfunk der DDR)
- 1987: Annelies Schulz: Die kleine Katze Goldauge (Schwein) – Regie: Christa Kowalski (Kinderhörspiel/Kurzhörspiel – Rundfunk der DDR)
- 1987: Joachim Brehmer: Berliner Romanze (Christian) – Regie: Edith Schorn (Hörspielreihe: Waldstraße Nummer 7 – Rundfunk der DDR)
- 1988: Thomas Badow: Fluchtversuch (Herrmann) – Regie: Werner Grunow (Hörspiel – Rundfunk der DDR)
- 1988: Alfred Salamon: Ein seltsamer Tag – Regie: Werner Grunow (Kurzhörspiel – Rundfunk der DDR)
- 1989: Katrin Lange: Zur Sonne, zum Mond und weiter und weiter (Mond) – Regie: Werner Grunow (Kinderhörspiel – Rundfunk der DDR)
- 1990: Endre Vészi: Der eine Abend und der andere – Regie: Peter Groeger (Hörspiel – Rundfunk der DDR)
- 1990: Waltraut Lewin: Pong und Sina – Regie: Christa Kowalski (Kinderhörspiel – Funkhaus Berlin)
- 1991: Astrid Lindgren: Ronja Räubertochter – Regie: Christa Kowalski (Kinderhörspiel – Funkhaus Berlin)
- 1992: Ursula Fuchs: Emma (Soldat) – Regie: Barbara Plensat (Kinderhörspiel – DS Kultur)

## Synchronisationen
| Film                                       | Jahr          | Rolle      | Darsteller   |
| ------------------------------------------ | ------------- | ---------- | ------------ |
| Sherlock Holmes (Fernsehserie, 1. Episode) | 1984          | John       | Max Faulkner |
| Tausend Meilen Staub (Fernsehserie)        | 1959 bis 1966 | Pete Nolan | Sheb Wooley  |